# 阿林卡帕克山
13°54′29″S 70°24′56″W / 13.90806°S 70.41556°W

阿林卡帕克山（西班牙語：Allincapac），是秘魯的山峰，位於該國東南部普諾大區，處於瓦伊納卡帕克山以南、奇奇卡帕克山東北面和喬皮科查湖以北，屬於安第斯山脈中卡利亞瓦亞山脈的一部分，海拔高度5,780米。